# Соціальна медицина
Соціа́льна медици́на — це наука, яка вивчає стан здоров'я населення та чинники, що його формують, а також обґрунтовує медико-соціальні заходи держави, суспільства та системи охорони здоров'я у напрямку збереження, зміцнення і відновлення здоров'я.

## Історія
Виділення соціальної медицини та організації охорони здоров'я в самостійну науку відбулося наприкінці XIX — на початку XX століття. До того часу не існувало спеціальних курсів, кафедр соціальної гігієни, не було спеціальних періодичних видань.
На теренах України перша кафедра гігієни, медичної поліції, медичної географії та статистики створена 1871 при Київському університеті. Тут розпочалось викладання соціально-медичних питань і статистики. Представниками соціально-медичного напрямку в громадській медицині другої половин XIX — початку XX ст. були земські лікарі (М. Уваров, М. Тезяков, П. Кудрявцев, П. Діатропов, С. Ігумнов, А. Смідович та інші) та вчені гігієністи (В. Субботін, А. Якобій, І. Скворцов, О. Корчак-Чепурківський, В. Фавр).
1920 за ініціативи А. Гротьяна організована перша у світі кафедра соціальної гігієни в Берлінському університеті. Першою в Україні кафедра соціальної гігієни створена в Харківському медичному інституті у 1923. Її першим завідувачем став М. Гуревич. Аналогічна кафедра була організована в Одеському медичному інституті, яку очолив Л. Громашевський.
У травні 1941 кафедри соціальної гігієни перейменовані в кафедри організації охорони здоров'я, а предмет «соціальна гігієна» на чверть століття було заборонено викладати, як і проводити соціально-медичні дослідження. 1966 соціальна гігієна була відновлена як наука і предмет викладання, а кафедри перейменовані в кафедри соціальної гігієни та організації охорони здоров'я. У 1990-х уведено термін «соціальна медицина».

## Наукова робота
Об'єктами досліджень наукової спеціальності є:
- Рівень та структура захворюваності, демографічних показників, інвалідності, фізичного розвитку різних контингентів та населення країни в цілому залежно від соціальних, економічних, біологічних, психологічних, медичних, клімато-географічних, суспільно-політичних, екологічних та інших чинників у системно-історичному аспекті;
- Нормативно-правова база;
- Організаційні форми, методи, принципи, види надання медичної допомоги різним категоріям та групам населення, її рівень, якість та ефективність;
- Стандарти якості медичної допомоги, її гарантований державою рівень;
- Фінансово-економічна діяльність органів, закладів та установ охорони здоров'я;
- Міжнародний і вітчизняний досвід діяльності системи охорони здоров'я та надання медичної допомоги.

Специфічними методами досліджень соціальної медицини виступають: соціально-гігієнічний, медико-статистичний, експериментальний, економічний, історичний, медико-географічний, соціологічний, соціально-психологічний, прогнозування, методи системного підходу та системного аналізу, експертних оцінок, моделювання.